# Суперкубок Оману з футболу 1999
Суперкубок Оману з футболу 1999  — 1-й розіграш турніру. Матч відбувся 28 жовтня 1999 року між чемпіоном Оману клубом Дофар та володарем кубка Оману клубом Аль-Сіб.
| Володар Суперкубка Оману 1999 |
| ----------------------------- |
|                               |
| Дофар Перший титул            |

## Матч

### Деталі
| 28 жовтня 1999 |

| Дофар | 2:1 | Аль-Сіб |
| ----- | --- | ------- |
|       |     |         |

|  |